# HD 77370
HD 77370, eller b2 Carinae, är en gulvit stjärna i huvudserien i stjärnbilden Kölen.
Stjärnan har visuell magnitud +5,16 och synlig vid normal seeing. Den befinner sig på ett avstånd av ungefär 85 ljusår